# 阿塔伊迪
阿塔伊迪是葡萄牙波尔图区的一个堂区。总面积1.47平方公里，总人口1082人，人口密度736.1人/平方公里。